# Mark Darr
Mark A. Darr (Fort Smith, 3 de julho de 1973) é um político dos Estados Unidos, sendo o atual vice-governador do Arkansas. Um membro do Partido Republicano, foi eleito para suceder o democrata Bill Halter em 2010, derrotando o senador democrata do Estado e ex-presidente da Casa Shane Broadway.

## Início da vida
Mark Darr nasceu em 1973 em Fort Smith, Arkansas. Ele é um graduado da High School de Mansfield em Mansfield, Arkansas e Ouachita Baptist University em Arkadelphia, Arkansas.

## Carreira política
Mark Darr foi eleito vice-governador em 2 novembro de 2010. É o mais jovem a ser eleito vice-governador em todo o estado como um republicano. Antes da eleição, ele nunca tinha concorrido a nenhum cargo público e ainda não tem ideia do que seu trabalho realmente é. Em 2 de novembro de 2010, Darr derrotou o senador estadual Shane Broadway.

### Histórico eleitoral
|  | Republicano | Mark Darr      | 389.690 | 51,05% |
|  | Democrata   | Shane Broadway | 373.591 | 48,05% |

## Vida pessoal
Darr e sua esposa Kim tem dois filhos, Madison e Cooper. Darr é umaagente de seguros licenciado e também co-proprietária de dois restaurantes em Rogers, Arkansas. Kim é uma professora de música da escola primária em Shiloh Christian School em Springdale, onde residem. Eles são membros ativos da Igreja da Cruz (anteriormente conhecido como Primeira Igreja Batista de Springdale) em Springdale, Arkansas.